# Oberlandesgericht Braunschweig

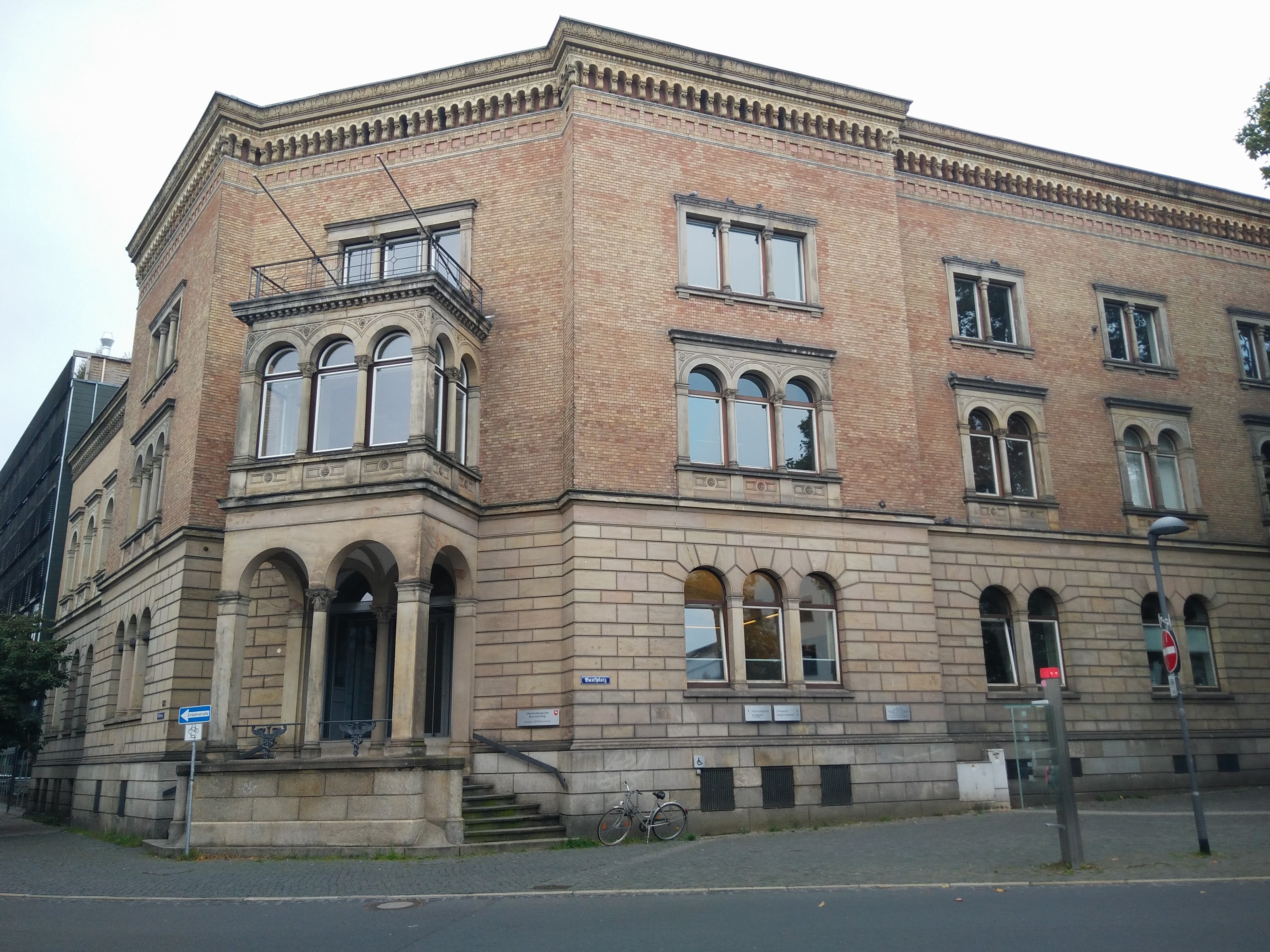
Früheres Gerichtsgebäude am Bankplatz

Das Oberlandesgericht Braunschweig (kurz  OLG Braunschweig) ist neben den Oberlandesgerichten Celle und Oldenburg eines von drei Oberlandesgerichten im Land Niedersachsen. Es hat seinen Sitz in Braunschweig. Von diesen drei Oberlandesgerichten hat Braunschweig den kleinsten Bezirk.

## Geschichte
„Das Oberlandesgericht Braunschweig führt seine Tradition auf das 1557 in der alten braunschweigischen Residenz Wolfenbüttel eingerichtete Hofgericht zurück, dessen Zuständigkeit sich teilweise mit denen der daneben existierenden Justiz-Kanzlei überschnitten.“ Der frühere OLG-Präsident Wassermann berichtete in der 1989 erschienenen Festschrift für das Gericht, eine Umfrage unter den OLG-Präsidenten aus dem Jahre 1986 habe ergeben, nur das Kammergericht in Berlin, das 1468 erstmals urkundlich erwähnt worden sei, könne auf eine ältere Geschichte zurückblicken.

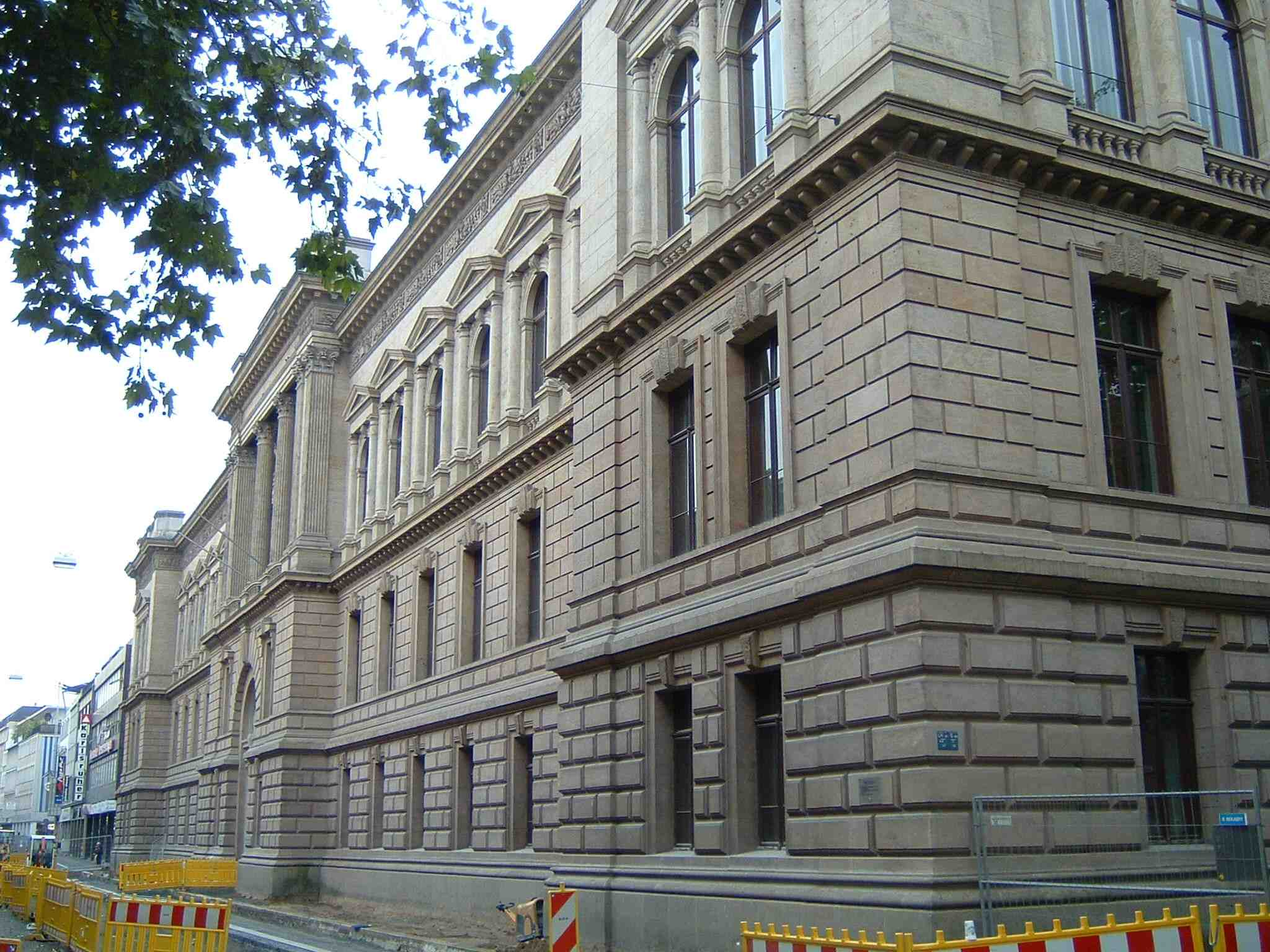
Das Gebäude des Landgerichts in der Münzstraße war früher ebenfalls Sitz des OLG. Heute befinden sich dort noch einzelne Senate des OLG

Als Oberlandesgericht besteht es seit dem 1. Oktober 1879. An diesem Tag traten die Reichsjustizgesetze in Kraft und lösten die bis dahin eigenständige Gerichtsverfassung des Herzogtums Braunschweig ab, unter der das Obergericht für das Herzogtum seinen Sitz noch in Wolfenbüttel hatte. An dessen Stelle trat dann das Oberlandesgericht Braunschweig. Zunächst gehörten zum Bezirk des OLG Braunschweig das Landgericht Braunschweig und das Landgericht Holzminden. Das Landgericht in Holzminden wurde jedoch bereits 1890 wegen Unwirtschaftlichkeit aufgelöst. Dessen Amtsgerichte wurden zunächst in den Bezirk des Landgerichts Braunschweig überführt.

### NS-Zeit
Unmittelbar nach der Machtergreifung nahm der NS-Staat leitende Beamte des Gerichts, die als nicht regimetreu galten, am 28. März 1933 in „Schutzhaft“, darunter den Oberlandesgerichtsrat Felix Kopfstein, den Justizverwaltungsdirektor Richard Hesse und den Justizregistrator Fritz Trute. Kopfstein, Mitglied der DDP und jüdischen Glaubens, gelang nach Inhaftierung in der Haftanstalt Rennelberg 1940 die Flucht nach Palästina, wo er beim tragischen Untergang des Auswandererschiffes Patria in Haifa am 25. November 1940 den Tod fand.

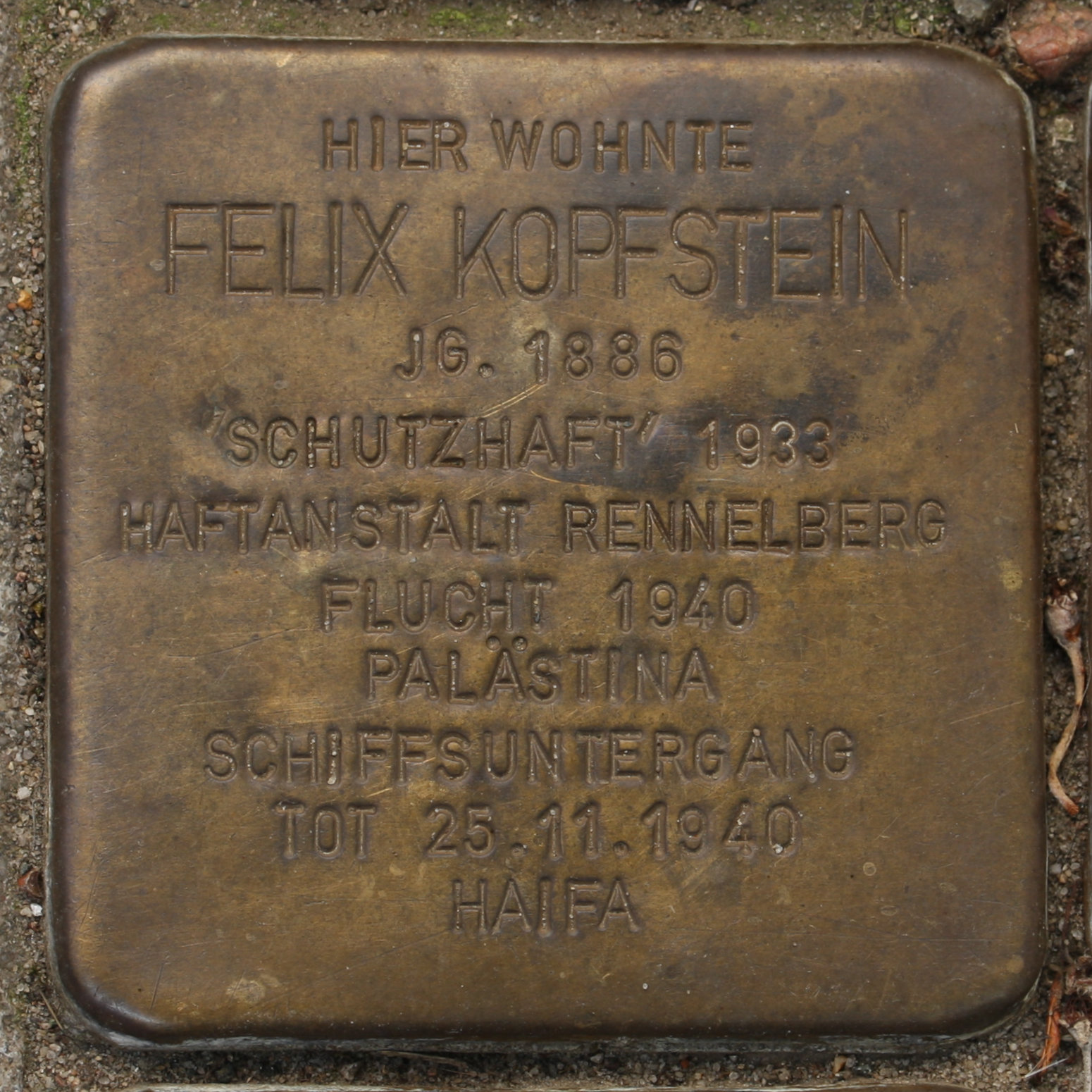
Stolperstein für Felix Kopfstein in Braunschweig

Oberlandesgerichtspräsident Röpcke, der wie Kopfstein Mitglied der DDP war, fürchtete, dass er ebenfalls in Haft genommen würde und floh nach Goslar, wo er sich bis Ende April 1933 versteckte. Der Landgerichtsrat Curt Staff, Mitglied der SPD, wurde auf offener Straße durch die SA verprügelt. Staff wurde vom 9. August 1933 bis 14. Oktober 1936 im KZ Dachau inhaftiert. Zu den Hauptverantwortlichen der Verfolgung gehörte der NS-Ministerpräsident des Freistaat Braunschweigs, Dietrich Klagges.
Unter den Richtern waren die jüdischen Richter wie Kopfstein besonders betroffen. Die Oberlandesgerichtsräte Rudolf Heymann und Wilhelm Mansfeld wurden zwar als „sogenannte anständige Juden“ bezeichnet, sie unterlagen aber ebenfalls beruflicher Zurücksetzungen und gesellschaftlicher Diskriminierungen. Sie selbst blieben zwar im Amt, ihre Familien wurden jedoch verfolgt und einige Familienmitglieder ermordet. Rudolf Heymann, dessen Stiefmutter und Halbschwester im KZ umkamen, wurde nach 1945 Vorsitzender des Allgemeinen Entnazifizierungsausschusses. Er starb 1947. Wilhelm Mansfeld wurde der erste Oberlandesgerichtspräsident in Oldenburg nach dem Kriege.
In jedem Oberlandesgerichtsbezirk bildete der NS-Staat durch die Verordnung vom 21. März 1933 Sondergerichte, so auch in Braunschweig. Sein Vorsitzender, der am 1. Juli 1933 gleichzeitig zum Präsidenten des Landgerichts Braunschweig ernannte Friedrich Lachmund, verhängte drakonische Strafen. So verurteilte das Sondergericht im Mai 1944 französische Zwangsarbeiter zum Tode, weil sie aus einem durch Bombardierung beschädigten Schuhgeschäft Schuhe entwendet hatten. Ein weiteres Todesurteil desselben Gerichts aus diesem Monat galt der Entwendung von Kleidungsstücken, wiederum durch einen Zwangsarbeiter. Auch eine deutsche Rüstungsarbeiterin Erna Wazinski bestrafte das Sondergericht wegen der Entwendung von Kleidungsstücken und eines versilberten Schmuckkästchens beim Bergen von Gegenständen aus zerstörten Häusern unter Anwendung der NS-Verordnung gegen Volksschädlinge mit dem Tode. Mit dem rücksichtslosen Durchgreifen machte sich die Justiz zum Komplizen des NS-Terrorregimes urteilte der spätere Präsident des Oberlandesgerichts Braunschweig Rudolf Wassermann.

### Nachkriegszeit
Die in der Nachkriegszeit auch in der Justiz einsetzenden Entnazifizierungs-Verfahren hatten letztlich keinen durchschlagenden Erfolg, zumal die Besatzungsmächte daran alsbald das Interesse verloren. Sie räumten der Funktionstüchtigkeit des öffentlichen Dienstes den Vorrang ein. Die meisten Richter und Staatsanwälte konnten, gegebenenfalls nach einer gewissen Übergangszeit, in den Justizdienst zurückkehren.
Nach 1945 kamen Diskussionen auf, ob das OLG Braunschweig als nunmehr kleinstes niedersächsisches OLG aufgelöst werden solle. Zum Abschluss einer kontroversen Diskussion wurde zum 1. Januar 1998 der gesamte Bezirk des Landgerichts Göttingen aus dem Oberlandesgerichtsbezirk Celle in den Oberlandesgerichtsbezirk Braunschweig überführt. Ein Versuch der Celler Anwaltschaft, das Gesetz mit einer Verfassungsbeschwerde aufzuhalten, scheiterte.

## Gerichtsgebäude

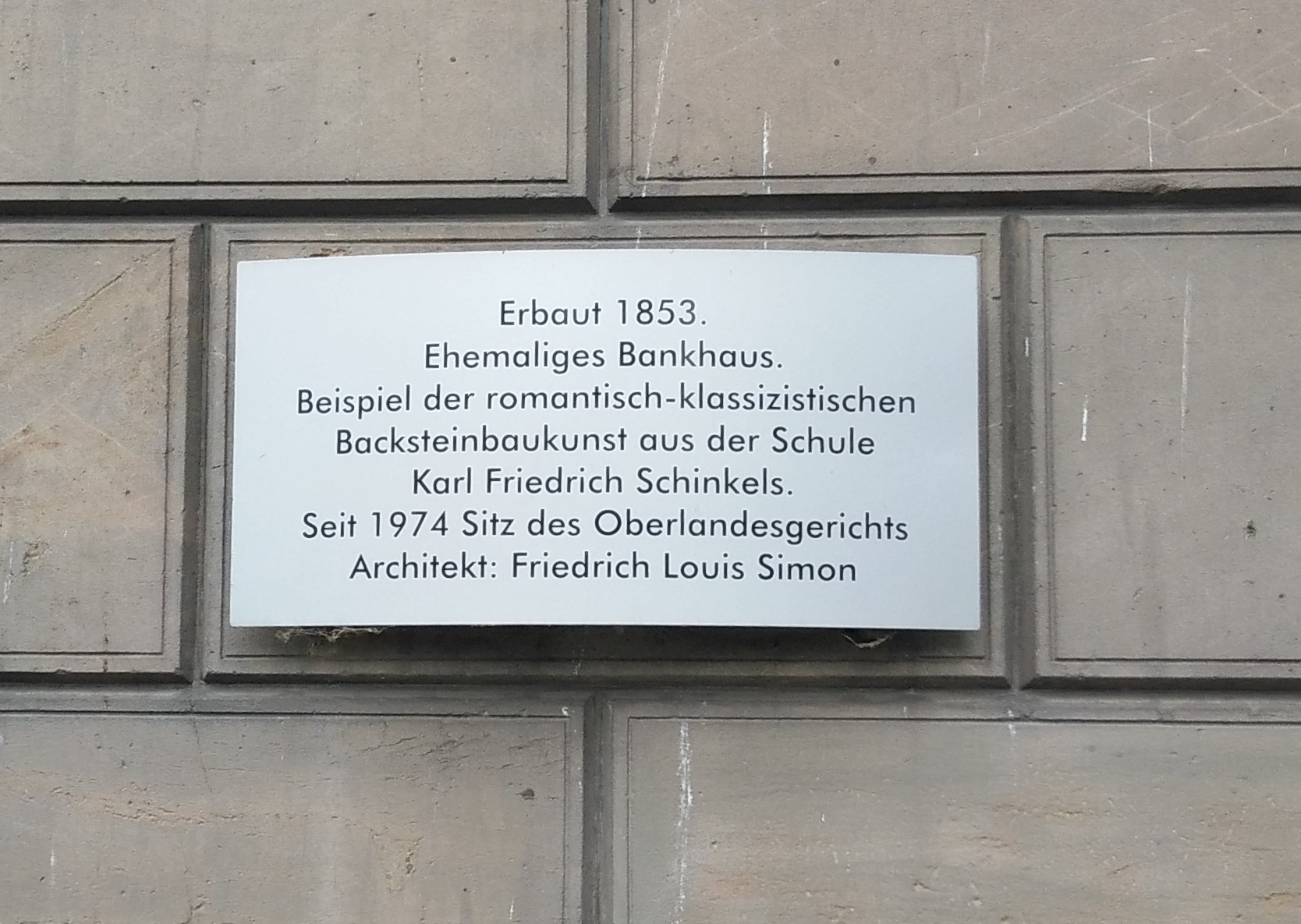
Plakette am Gebäude

Das OLG Braunschweig befand sich von 1974 bis 2022 im Gebäudekomplex Bankplatz 6/Steinstr. 1 in Braunschweig. Vorher befand es sich im Gebäude des Landgerichts in der Münzstraße. Das Gebäude am Bankplatz hatte das Land von der Norddeutschen Landesbank für zwei Millionen DM erworben. Es handelt sich um eine Liegenschaft der ehemaligen Braunschweigischen Bank. Der Ziegelbau im Stile eines italienischen Palazzo mit Anklängen an die Renaissance wurde 1853 von dem Architekten Friedrich Louis Simon, einem Schüler Schinkels, errichtet.
Nach erfolgter Generalsanierung bis Ende 2022 zog das OLG Braunschweig in das denkmalgeschützte Gebäude der ehemaligen Bezirksregierung Braunschweig am Bohlweg, zwischen Hagenscharrn und Ruhfäutchenplatz, ein.

## Gerichtsbezirk
Mit der Neuordnung von 1998 wurde die Zahl der Gerichtseingesessenen des OLG-Bezirks um 50 % auf rund 1,5 Millionen vergrößert. Heute gehören zu ihm das Landgericht Braunschweig und das Landgericht Göttingen. Im Bezirk des Oberlandesgerichts sind 1.676 Rechtsanwälte und Syndikusrechtsanwälte zugelassen (Stand: 1. Januar 2023).

## Leitung
- 1879–1891: Albert Schmid
- 1892–1898: Wilhelm Mansfeld
- 1898–1904: Robert Sommer (1837–1904)
- 1904–1922: Hans Wolf
- 1922–1930: Louis Levin
- 1930–1933: Willy Röpcke
- 1933–1934: Bruno Heusinger
- 1935–1944: Günther Nebelung
- 1944–1945: Richard Kulenkamp
- 1945–1948: Wilhelm Mansfeld
- 1948–1955:  Bruno Heusinger
- 1955–1968: Friedrich-Wilhelm Holland
- 1968–1970: Gerhard Seidler (1905–1987)
- 1971–1990: Rudolf Wassermann
- 1990–2001: Manfred Flotho
- 2001–2009: Edgar Isermann
- 2009–2015: Karl-Helge Hupka
- seit 2015: Wolfgang Scheibel

## Staatsanwaltschaft
Der beim OLG eingerichteten Generalstaatsanwaltschaft sind analog zum Gerichtsaufbau die Staatsanwaltschaften bei den Landgerichten Braunschweig und Göttingen nachgeordnet. Zur Behörde gehörte von 1961 bis 2008 die Zentrale Erfassungsstelle der Landesjustizverwaltungen in Salzgitter.
Generalstaatsanwälte (bis 1918 Oberstaatsanwälte) waren
- Wilhelm Herzog (1813–1892), Oberstaatsanwalt von 1879 bis 1891
- Carl Koch (1821–1894), Oberstaatsanwalt von 1891 bis 1894
- Robert Sommer (1837–1904), Oberstaatsanwalt von 1895 bis 1898
- Otto Buchheister (1830–1910), Oberstaatsanwalt von 1898 bis 1905
- Otto Meyer (1855–1908), Oberstaatsanwalt von 1906 bis 1908
- Wilhelm Holland (1865–1954), Oberstaatsanwalt/Generalstaatsanwalt von 1909 bis 1930
- Richard Herbst (1872–1965), Generalstaatsanwalt 1931
- Kurt Trinks (1882–1958), Generalstaatsanwalt von 1931 bis 1932
- Paul Koch (1879–1959), Generalstaatsanwalt von 1932 bis 1933
- Heinrich Müller (1897–1941), Generalstaatsanwalt von 1933 bis 1941
- Willy Rahmel (1882–1971), Generalstaatsanwalt von 1942 bis 1944
- Werner Meißner (1882–1962), Generalstaatsanwalt von 1944 bis 1945
- Curt Staff (1901–1976), Generalstaatsanwalt von 1945 bis 1947
- Fritz Bauer (1903–1968), Generalstaatsanwalt von 1950 bis 1956, vertrat persönlich die Anklage im Remer-Prozess
- Gerhard Mützelburg (* 1911), Generalstaatsanwalt von 1956 bis 1974
- Heinrich Kintzi (1931–2015), Generalstaatsanwalt von 1974 bis 1997
- Jürgen Dehn, Generalstaatsanwalt von 1998 bis 2004
- Norbert Wolf (* 1953), Leitender Oberstaatsanwalt von 2004 bis 2005 und Generalstaatsanwalt von 2005 bis 2018
- Detlev Rust (* 1960), Generalstaatsanwalt seit 2018